# Никулино (Прудковское сельское поселение)
Нику́лино — деревня в Смоленской области России, в Сафоновском районе. Население – 21 житель (2007 год) . Расположена в центральной части области в 14 км к востоку от города Сафонова, в 4 км южнее автодороги М1 «Беларусь», на берегу реки Днепр. Севернее от деревни железнодорожная платформа «300-й километр» Смоленского направления МЖД. Входит в состав Прудковского сельского поселения.

## История
В годы Великой Отечественной войны деревня была оккупирована гитлеровскими войсками в сентябре 1941 года, освобождена в 1943 году.